# New Alexandria (Ohio)
New Alexandria – wieś w Stanach Zjednoczonych, w stanie Ohio, w hrabstwie Jefferson.